# Iolana obscuriolas
Iolana obscuriolas är en fjärilsart som beskrevs av Betti 1977. Iolana obscuriolas ingår i släktet Iolana och familjen juvelvingar. Inga underarter finns listade i Catalogue of Life.